# Associazione italiana per la donazione di organi

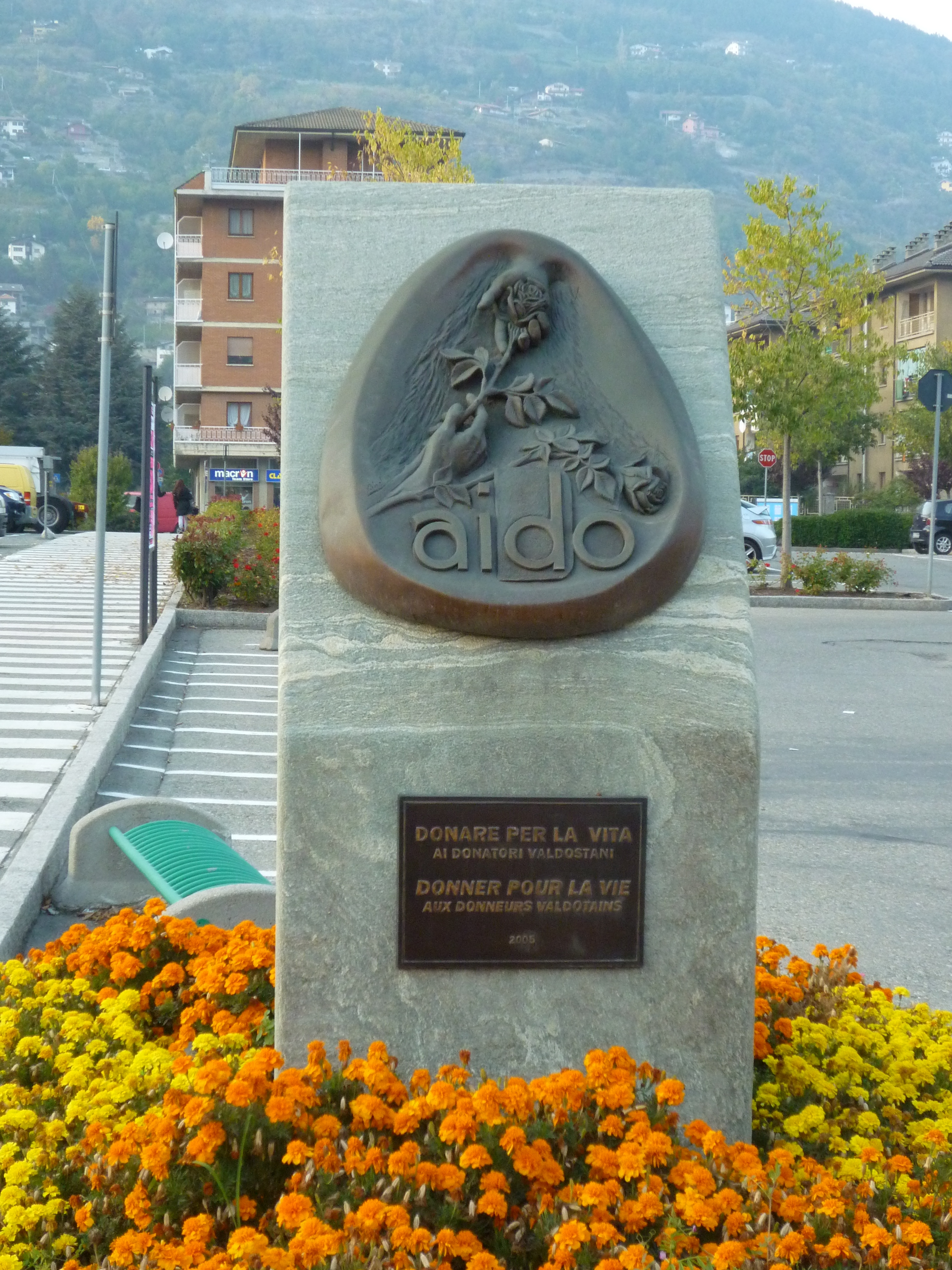
Scultura dedicata ai donatori valdostani dell'AIDO, in piazza Ducler a Aosta.

L'Associazione italiana per la donazione di organi, tessuti e cellule (AIDO) è un'associazione di persone che accettano volontariamente di donare i propri organi, tessuti e cellule in caso di morte. L'Associazione ha sede legale e direzione operativa a Roma.

## Storia
Nacque come Donatori organi bergamaschi (DOB), il 26 febbraio 1973 a Bergamo, come espansione di una realtà all'epoca solo cittadina, fondata per iniziativa di Ignazio Urtis e Giorgio Brumat. All'epoca della fondazione, in Italia era possibile solo il trapianto di rene e l'urgenza delle donazioni era amplificata dalla difficoltà che i nefropatici dovevano affrontare per sottoporsi alla emodialisi, unico trattamento possibile. Dopo solo 4 anni, AIDO superò i 70 000 iscritti e le 600 sedi comunali, e stipulò un accordo con il Ministero dell'Istruzione per far conoscere l'associazione e i suoi scopi nelle scuole italiane.
Dal 1983 l'associazione ha offerto il proprio patrocino per l'istituzione di un premio annuale alla memoria di Beppe Viola, la cui cerimonia di premiazione si svolgeva a Coccaglio in provincia di Brescia, e che inizialmente è stato assegnato a giornalisti che avevano realizzato servizi in favore della donazione degli organi. Nel 1986 il Presidente della Repubblica Francesco Cossiga conferì all'associazione la medaglia d'oro al merito della sanità di tutti i cittadini.